# Intoxication (Shaggy)
Intoxication è il settimo album del cantante giamaicano Shaggy, pubblicato nel 2007.

## Tracce
1. Can't Hold Me – 2:37
2. Bonafide Girl (feat. Rik Rok & Tony Gold) – 3:37
3. Intoxication – 3:32
4. Those Days (feat. Na'sha) – 3:23
5. More Woman – 3:39
6. Woman Scorn – 3:12
7. Mad Mad World (feat. Sizzla & Collie Buddz) – 3:51
8. Out of Control (feat. Rayvon) – 3:27
9. Church Heathen – 4:11
10. Wear Di Crown (feat. Mischieve) – 2:30
11. Criteria – 3:43
12. Body A Shake – 3:17
13. What's Love (feat. Akon) – 3:06
14. Holla at You – 3:28
15. All About Love – 3:36
16. Wrong Move (Japan Bonus Track) – 3:03
17. Reggae Vibes (Japan Bonus Track) – 2:57